# Yūji Nakazawa
Yūji Nakazawa (jap. 中澤佑二 Nakazawa Yūji; ur. 25 lutego 1978 w Yoshikawie w prefekturze Saitama) – japoński piłkarz, grający na pozycji środkowego obrońcy.

## Kariera klubowa
Piłkarską karierę Nakazawa rozpoczął w szkolnych klubach. Najpierw uczęszczał do Yoshikawa Higashi Junior High School, a następnie do Technology High School. Wówczas zdecydował o rozpoczęciu profesjonalnej kariery i wyjechał do Brazylii. Był tam zawodnikiem klubu América Belo Horizonte.
W 1998 r. wrócił do Japonii. Trenował w zespole Verdy Kawasaki. W 1999 r. podpisał z nim profesjonalny kontrakt. Swój pierwszy mecz w J-League rozegrał 13 marca, a Verdy pokonało w nim Cerezo Osaka 2:0. Natomiast 10 kwietnia w meczu z Nagoya Grampus Eight (2:1) zdobył pierwszą bramkę w lidze. Za rok 1999 otrzymał nagrodę dla Młodego Piłkarza Roku oraz został wybrany do Jedenastki Sezonu J-League. W zespole Verdy występował do końca 2001 r., także po przenosinach klubu z Kawasaki do Tokio.
Na początku 2002 r. Nakazawa przeszedł do Yokohama F. Marinos. W tym samym roku został wicemistrzem Japonii, a w 2003 r. wywalczył swój pierwszy tytuł mistrza kraju. Został też wybrany do Jedenastki Sezonu (nastąpiło to także w 2004 i 2005 r.). W 2004 r. znów doprowadził zespół z Jokohamy do mistrzostwa, a za swoją postawę otrzymał nagrodę Piłkarza Roku w Japonii. W kolejnych trzech sezonach nie osiągnął jednak większych sukcesów w lidze.
| Sezon | Klub                   | Kraj     | Rozgrywki             | Mecze | Bramki |
| ----- | ---------------------- | -------- | --------------------- | ----- | ------ |
| 1997  | América Belo Horizonte | Brazylia | Campeonato Brasileiro | ?     | ?      |
| 1998  | América Belo Horizonte | Brazylia | Campeonato Brasileiro | ?     | ?      |
| 1999  | Verdy Kawasaki         | Japonia  | J-League              | 28    | 1      |
| 2000  | Verdy Kawasaki         | Japonia  | J-League              | 29    | 4      |
| 2001  | Tokyo Verdy 1969       | Japonia  | J-League              | 26    | 0      |
| 2002  | Yokohama F. Marinos    | Japonia  | J-League              | 27    | 1      |
| 2003  | Yokohama F. Marinos    | Japonia  | J-League              | 29    | 4      |
| 2004  | Yokohama F. Marinos    | Japonia  | J-League              | 27    | 1      |
| 2005  | Yokohama F. Marinos    | Japonia  | J-League              | 27    | 3      |
| 2006  | Yokohama F. Marinos    | Japonia  | J-League              | 23    | 1      |
| 2007  | Yokohama F. Marinos    | Japonia  | J-League              | 32    | 2      |
| 2008  | Yokohama F. Marinos    | Japonia  | J-League              |       |        |

## Kariera reprezentacyjna
W reprezentacji Japonii Nakazawa zadebiutował 8 września 1999 r. w zremisowanym 1:1 spotkaniu z Iranem. Rok później wystąpił w Pucharze Azji 2000 i wywalczył swój pierwszy tytuł mistrza Azji. W 2004 roku znalazł się w kadrze Zico na Puchar Azji 2004 i powtórzył sukces sprzed 4 lat. W 2006 r. Zico powołał Nakazawę na Mistrzostwa Świata w Niemczech. Tam był podstawowym zawodnikiem drużyny Nipponu i wystąpił we wszystkich meczach: przegranym 1:3 z Australią, zremisowanym 0:0 z Chorwacją i przegranym 1:4 z Brazylią. W 2007 r. zajął z Japonią 4. miejsce w Pucharze Azji.